# 리시쥔
리시쥔(중국어: 李士俊, 병음: Lǐ Shìjùn, 한국 한자음: 이사준, 1923년 3월 29일 ~ 2012년 11월 10일)은 중화인민공화국의 에스페란티스토이자 번역가 겸 정치인이다. 1939년 에스페란토를 처음 접했으며, 중국이 공산화된 후 에스페란토 전문 잡지사인 엘 포폴라 치니오에서 근무하다 1989년 정년퇴임했다. 삼국지연의·수호전·서유기 등의 중국 고전을 에스페란토로 옮겼다. 필명은 라울룸(에스페란토: Laŭlum)이다.

## 생애
1923년 3월 29일 허베이성의 가난한 농가에서 태어났다. 위로 3명의 형이 있었으나 모두 어릴 때 기아와 질병으로 사망했다. 그도 영양실조로 폐결핵에 걸려 대부분의 의사들이 2년 정도밖에 못 살 것이라고 했으나, 다행히도 에스페란티스토이자 의사인 샹 박사에게 수술을 받고 완쾌되었다.
어린 시절에는 자연과학에 흥미가 많아, 제임스 와트나 토머스 에디슨같은 과학자나 발명가가 꿈이었으나 1937년 일본이 중국을 침략하면서 이 꿈은 이룰 수 없게 되었다. 당시 산둥성에 살던 그는 교사들 및 동급생들과 일본군을 피해 달아났는데, 산둥에서 허난, 허베이, 산시를 거쳐 쓰촨성으로 걸으며 항일군을 격려하고 중국인들을 맞서 싸우도록 독려하기 위해 공연을 했다. 1939년 그는 쓰촨성의 한 작은 서점에서 《한달만에 에스페란토 배우기》(중국어: 世界語一月通)란 책을 발견하고 흥미를 느껴 구입했다. 이 책을 1주일에 걸쳐 읽으면서 처음으로 에스페란토를 접하게 된 그는 1년 후 신문에서 에스페란토 수강생을 모집한다는 광고를 보고 등록하면서 본격적으로 에스페란토를 배우기 시작했다.
중학교 영어교사를 하기도 했으나, 중국이 공산화 되면서 에스페란토 전문 잡지사인 엘 포폴라 치니오(에스페란토: El Popola Ĉinio)에서 근무하였다. 그곳에서 30여년 동안 각종 시사 사건과 문학을 에스페란토로 번역하는 일을 하다가 1989년 정년퇴임하였다. 이 무렵부터 중국 고전 번역에 몰두하여 18년에 걸쳐 삼국지연의, 수호전, 서유기를 에스페란토로 번역하였다.
2012년 11월 10일 베이징에서 사망하였다.

## 주요 역서
- Ĉe Akvorando[3] (2004년, 외문출판사), ISBN 7-119-03637-8(전3권)
- Romano pri la Tri Regnoj[4] (2008년, 외문출판사), ISBN 978-7-119-05493-3(전3권)
- Pilgrimo al la Okcidento[5] (2009년, 외문출판사), ISBN 978-7-119-05766-8(전3권)